# ImageWriter
L'ImageWriter è una linea di stampanti ad aghi prodotta da Apple agli inizi degli anni ottanta. Progettata per lavorare in congiunzione con l'Apple II e il Macintosh, stampava immagini o testi con una risoluzione di 144 DPI. Questo permetteva di produrre immagini WYSIWYG di ciò che veniva mostrato sullo schermo e facilitava molto l'impaginazione dei documenti da stampare. 
L'ImageWriter può realizzare immagini a colori sostituendo il nastro di nero con un nastro colorato e realizzare delle immagini a tono di grigio utilizzando le retinature prodotte dalla tecnologia QuickDraw. La qualità della stampa era adeguata per i tempi; Apple successivamente produsse delle versioni della stampante in grado di stampare a 216 DPI, rendendo l'ImageWriter una alternativa a basso costo della stampante LaserWriter.
La stampante venne prodotta in due versioni, a 80 e 136 colonne, entrambe con supporto per la carta a modulo continuo. La versione a 136 colonne venne introdotta verso la fine del 1985 e solamente il software Apple MacProject la supportava. La maggioranza dei programmi di terze parti utilizzavano solo le prime 80 colonne e spesso non erano in grado di stampare se nella stampante da 136 colonne non era inserito il modulo da 80 colonne.

## ImageWriter
ImageWriter è la prima stampante della linea ImageWriter, presentata nel 1983.

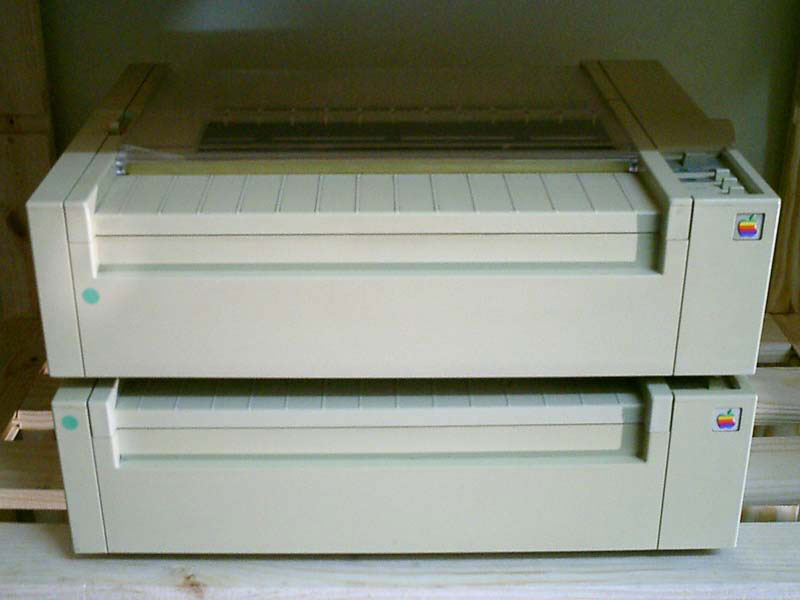
ImageWriter

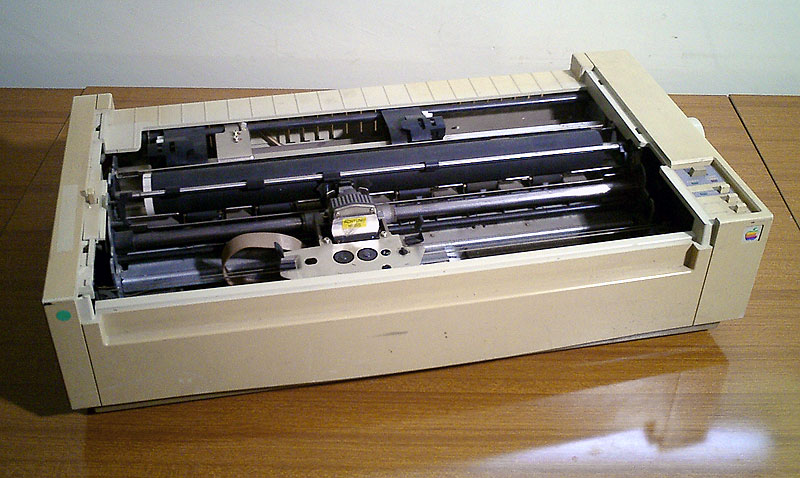
ImageWriter (aperta)

## ImageWriter II
ImageWriter II è la seconda stampante della linea ImageWriter, presentata nel settembre 1985.

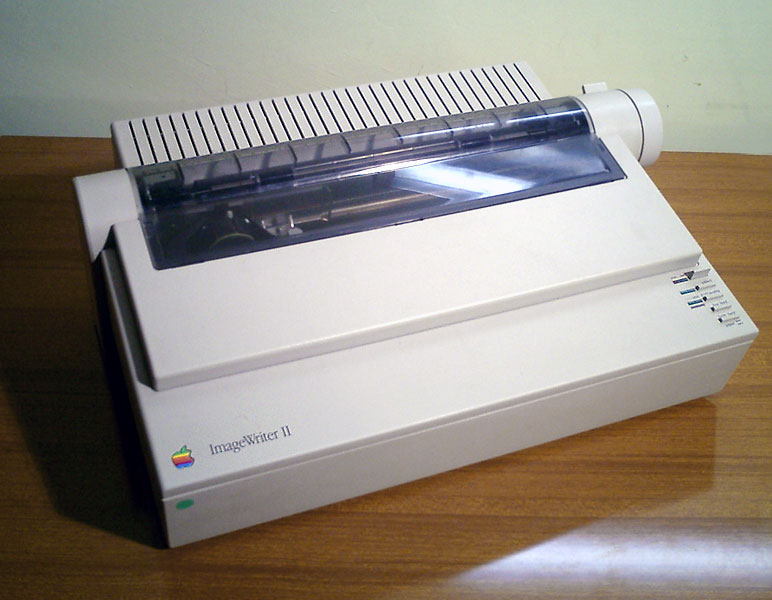
ImageWriter II

## ImageWriter LQ
ImageWriter LQ è la terza stampante della linea ImageWriter, presentata nell'agosto 1987.

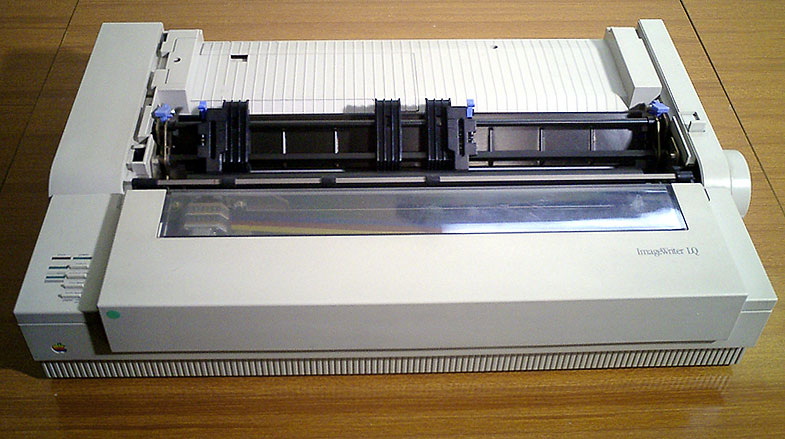
ImageWriter LQ